# Новотатарівка
Новотата́рівка — село Волноваської міської громади Волноваського району Донецької області, Україна.

## Історія
1908 року у поселенні Іванівської волості Маріупольського повіту Катеринославської губернії мешкало 286 осіб (161 чоловічої статі та 125 — жіночої), налічувалось 48 дворових господарства.
Згідно з розпорядженням Іванівської сільської ради Волноваського району Донецької області від 11 січня 2016 року № 01-03/3 в селі Новотатарівка перейменована одна вулиця:
| Стара назва | Нова назва |
| ----------- | ---------- |
| Совєтська   | Азовська   |

## Населення

### Мова
Розподіл населення за рідною мовою за даними перепису 2001 року:
| Мова       | Кількість | Відсоток |
| ---------- | --------- | -------- |
| українська | 76        | 97.44%   |
| російська  | 2         | 2.56%    |
| Усього     | 78        | 100%     |

За даними перепису 2001 року населення села становило 78 осіб, із них 97,44 % зазначили рідною мову українську та 2,56 % — російську.